# Église Saint-Eugène d'Armand Colin
L'église Saint-Eugène d'Armand Colin, située dans la ville d'El M'nagha (anciennement Armand Colin) en Tunisie, est une église catholique construite en 1949 pendant le protectorat français. Cédée au gouvernement tunisien en 1964, elle est actuellement abandonnée.

## Historique de l'église
La petite taille du village d'Armand Colin explique qu'il ne soit qu'une annexe de la paroisse du Pont du Fahs créée en 1924.
Il faut attendre 1948 pour que la première pierre de la future église soit bénie par l'archevêque de Carthage, Mgr Maurice Perrin. L'édifice achevé est béni par Mgr Charles-Albert Gounot le 20 février 1949. On compte alors une soixantaine de foyers chrétiens dans le village et ses alentours.
Faute d'un budget suffisant, le clocher n'est construit qu'en 1951. Le style de l'édifice est largement inspiré de l'architecture locale comme le note le journal de l'archidiocèse, La Tunisie catholique : « La tentative mérite d'être signalée par son originalité car l'édifice tout entier est construit dans un style spécifiquement nord-africain, avec des éléments décoratifs et des matériaux du pays. Et il faut reconnaître que la réussite est totale sur le plan artistique ».

## Indépendance de la Tunisie
L'indépendance du pays provoque le départ de nombreux Européens vers la France et l'Italie mais la région, essentiellement agricole, est moins touchée que les grandes villes par le départ des fonctionnaires. La nationalisation des terres européennes le 12 mai 1964 change tout. Les colons français comme italiens sont expulsés de leur maison et n'ont d'autre choix que de quitter la région. Le modus vivendi signé entre le gouvernement tunisien et le Vatican le 10 juillet 1964 prend acte de cette disparition de la communauté chrétienne de Tunisie. La quasi-totalité des églises sont cédées au gouvernement tunisien avec l'assurance qu'elles ne seront utilisées qu'à des fins d'intérêt public compatibles avec leur ancienne destination mais l'église d'Armand Colin n'y figure pas.
Elle est actuellement abandonnée.

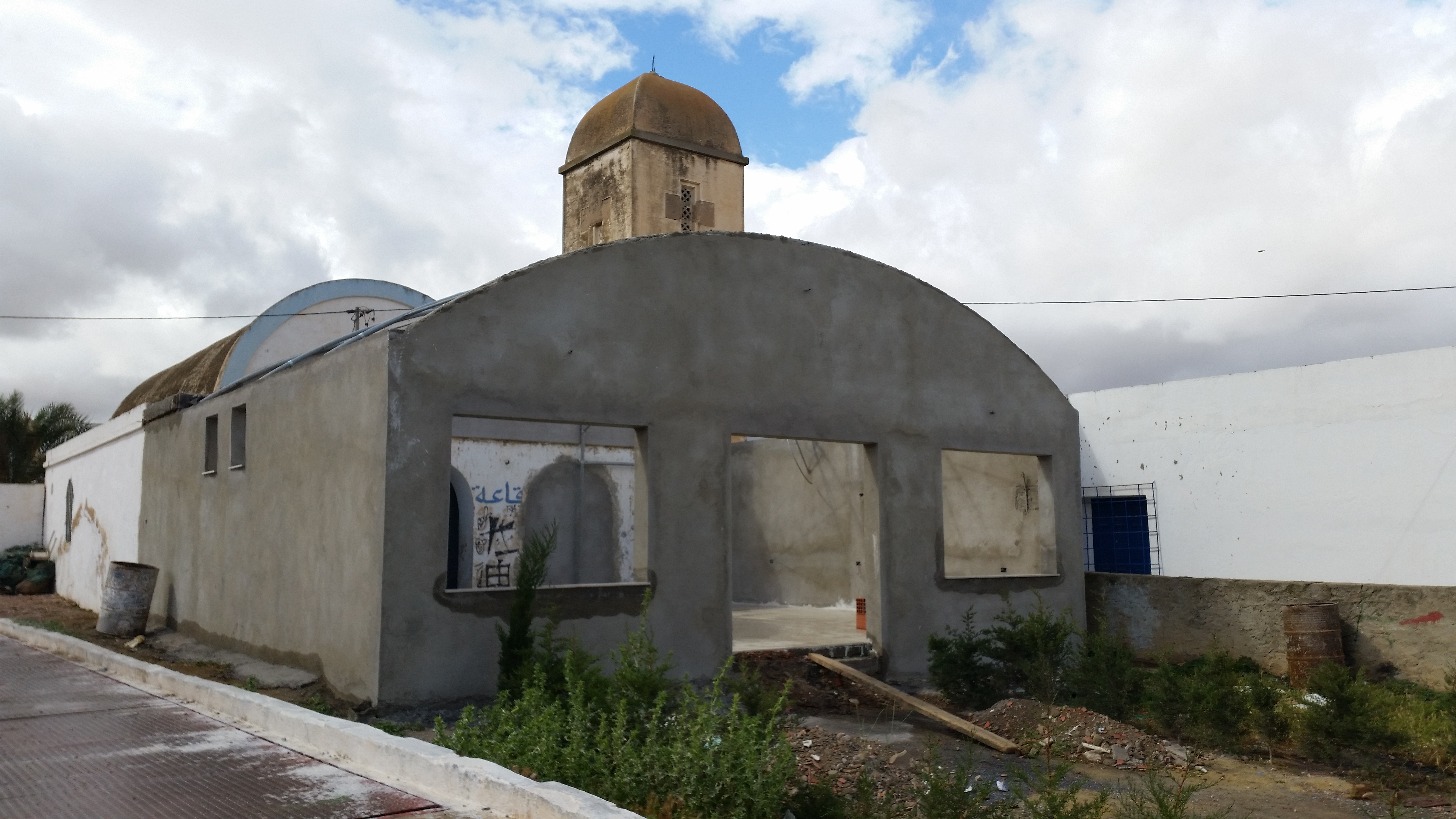
Façade sud-est.
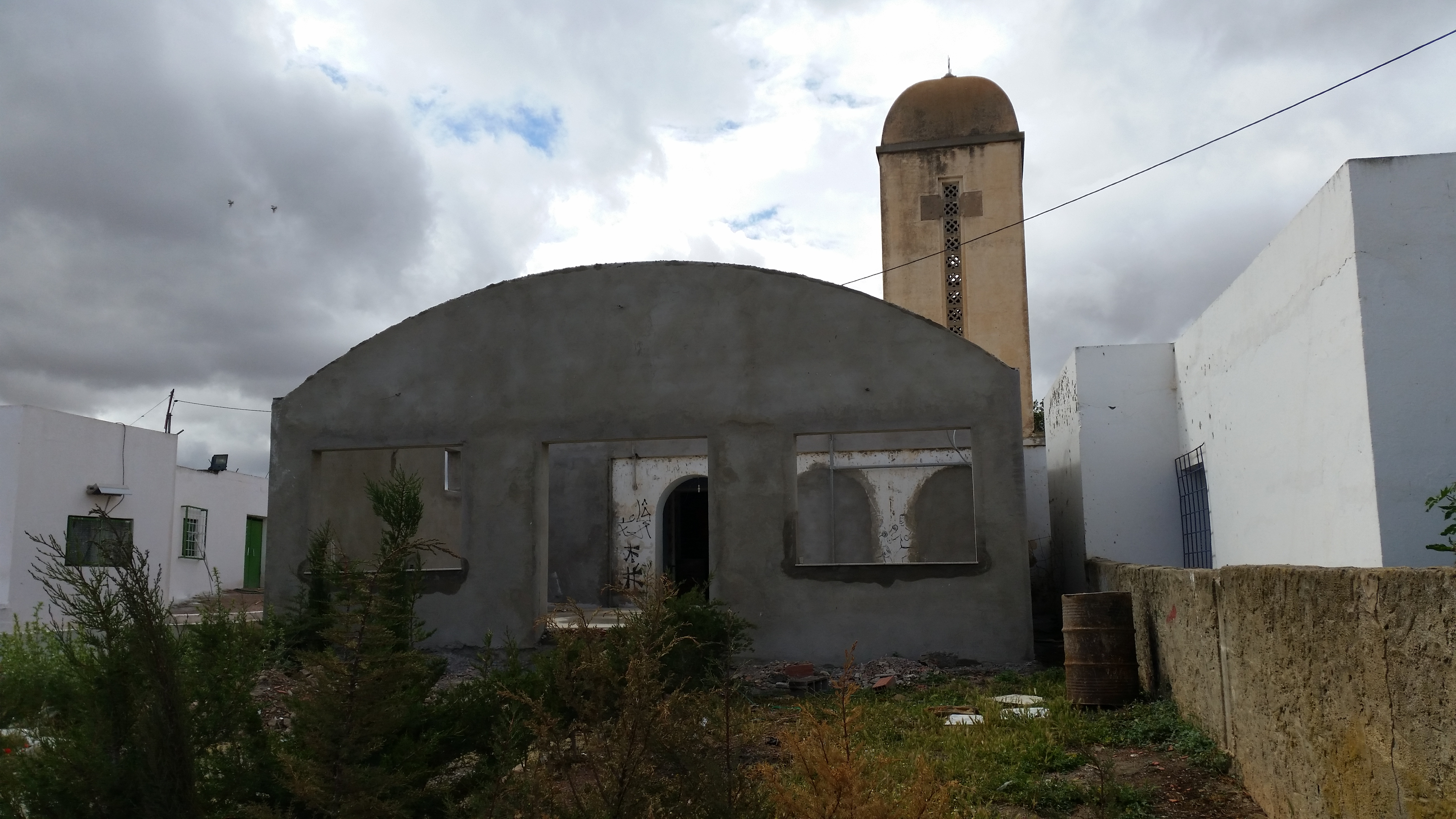
Côté clocher.